# Stanisław Michalski (fotograf)
Stanisław Michalski (ur. 8 kwietnia 1948 w Zabrzu) – polski artysta fotograf. Członek rzeczywisty Okręgu Dolnośląskiego Związku Polskich Artystów Fotografików. Prezes Zarządu Katowickiego Towarzystwa Fotograficznego. Przewodniczący Klubu Artystycznej Fotografii przy Wojewódzkim Cechu fotografów w Katowicach.

## Życiorys
Stanisław Michalski związany z dolnośląskim środowiskiem fotograficznym, mieszka i pracuje w Czeladzi – fotografuje od 1974 roku. Miejsce szczególne w jego twórczości zajmuje fotografia portretowa, fotografia pejzażowa, fotografia krajoznawcza – w dużej części Śląska, fotografia detalu oraz fotografia dokumentalna (reportażowa) – w zdecydowanej większości opisująca życie codzienne Romów. Był członkiem Katowickiego Towarzystwa Fotograficznego, w którym – w latach 90. XX wieku pełnił funkcję prezesa Zarządu KTF. W 1989 roku został członkiem Zarządu nowo powstałego Wojewódzkiego Cechu Fotografów w Katowicach. 
Stanisław Michalski jest autorem i współautorem wielu wystaw fotograficznych; 50 indywidualnych i ponad 300 zbiorowych. Jego fotografie, prezentowane na wystawach pokonkursowych, wielokrotnie otrzymywały wyróżnienia i nagrody – w Polsce i za granicą. Jest członkiem rzeczywistym Okręgu Dolnośląskiego Związku Polskich Artystów Fotografików (legitymacja nr 827). Uczestniczy w pracach jury – ogólnopolskich i międzynarodowych konkursów fotograficznych.  
W 2006 roku został laureatem Nagrody Burmistrza Miasta Czeladź Pierścień Saturna.  